# Stoicănești
Stoicănești è un comune della Romania di 2 858 abitanti, ubicato nel distretto di Olt, nella regione storica della Muntenia.